# Etoys زبان برنامه نویسی
Etoys یک محیط کامپیوتری دوستدار کودک و زبان برنامه نویسی مبتنی بر نمونه اولیه شی گرا برای استفاده در آموزش است.
Etoys یک محیط نویسندگی غنی از رسانه با یک مدل شی اسکریپت شده برای بسیاری از اشیاء مختلف است که بر روی پلتفرم های مختلف اجرا می شود و رایگان و منبع باز است.

## تاریخچه
- Squeak در ابتدا در اپل در سال 1996 توسط Dan Ingalls توسعه یافت. [۱]
- Squeak یک پیاده سازی Smalltalk، شی گرا، مبتنی بر کلاس و بازتابی است که از Smalltalk-80 در Apple Computer مشتق شده است. این توسط برخی از توسعه دهندگان اصلی Smalltalk-80، از جمله Dan Ingalls، Ted Kaehler و Alan Kay توسعه یافته است. این تیم همچنین شامل اسکات والاس و جان مالونی بود.
- Squeak 4.0 تحت مجوز MIT منتشر شده است و برخی از قطعات اصلی اپل تحت مجوز آپاچی باقی مانده اند. مشارکت ها باید تحت MIT باشد.
- «بازگشت به آینده: داستان Squeak، یک Smalltalk عملی نوشته شده در خودش» توسط دن اینگالز، تد کاهلر، جان مالونی، اسکات والاس، آلن کی. مقاله ارائه شده در OOPSLA، آتلانتا، جورجیا، 1997 توسط دن اینگالز. [۲]
- Squeak در سال 1996 به تحقیقات تخیل دیزنی مهاجرت کرد.
- توسعه Etoys آغاز شد و توسط آلن کی در دیزنی برای حمایت از یادگیری ساخت‌وساز، تحت تأثیر سیمور پیپرت و زبان برنامه‌نویسی لوگو، هدایت شد.
- تیم اصلی توسعه Etoys در دیزنی شامل: اسکات والاس، تد کاهلر، جان مالونی، دن اینگالز بود.
- Etoys بر توسعه یک محیط برنامه نویسی آموزشی مبتنی بر Squeak به نام Scratch تأثیر گذاشت. پس از دعوت میچل رزنیک از جان مالونی از تیم اصلی توسعه Etoys برای آمدن به MIT، Scratch در MIT توسعه یافت.
- Etoys به Viewpoints Research، Inc. که در سال 2001 تأسیس شد مهاجرت کرد تا آموزش را برای کودکان جهان بهبود بخشد و وضعیت تحقیقات سیستمی و محاسبات شخصی را ارتقا دهد.
- در سال 2006-2007، Etoys ساخته شده در Squeak توسط پروژه OLPC، بر روی ماشین آموزشی OLPC XO-1 خود استفاده شد. روی تمام لپ تاپ های XO-1 از قبل نصب شده است.
- "Etoys برای یک لپ تاپ برای هر کودک"، مقاله برت فرودنبرگ، یوشیکی اوشیما، اسکات والاس، ژانویه 2009. مقاله ارائه شده در هفتمین کنفرانس بین المللی سالانه ایجاد، محاسبات، اتصال و همکاری از طریق محاسبات، دانشگاه کیوتو، کیوتو، ژاپن، ژانویه 2009.
- در سال 2009، بنیاد Squeakland توسط Viewpoints Research، Inc. به عنوان گام اولیه در راه اندازی این بنیاد برای ادامه تشویق به توسعه و استفاده از Etoys به عنوان یک رسانه آموزشی ایجاد شد.
- Viewpoints Research Inc. در سال‌های 2009-2010 از بنیاد Squeakland پشتیبانی کرد و در ژانویه 2010، بنیاد Squeakland به عنوان یک نهاد جداگانه راه‌اندازی شد.

## انگیزه و تأثیرات
توسعه Etoys توسط آلن کی و کار او برای پیشبرد و حمایت از یادگیری ساخت‌وساز الهام گرفته و هدایت شد. تأثیرات اولیه عبارتند از سیمور پیپرت و زبان برنامه نویسی لوگو ، لهجه ای از Lisp که برای استفاده آموزشی بهینه شده است. کارهای انجام شده در مرکز تحقیقات زیراکس پالو آلتو ، PARC . اسمال تاک ، هایپر کارت ، استارلوگو و نت لوگو .  رویکرد مبتنی بر کاشی کشیدن و رها کردن بسیار شبیه به AgentSheets است. اسکات والاس نویسنده اصلی است. ترویج و توسعه نسخه اصلی Squeak Etoys توسط مؤسسه تحقیقاتی Viewpoints ، یک سازمان غیرانتفاعی آموزشی ایالات متحده، هماهنگ شده است.
Etoys تأثیر عمده ای بر روی یک محیط برنامه نویسی مبتنی بر Squeak که به نام Scratch شناخته می شود، داشت. Scratch با کد Etoys در اوایل قرن بیست و یکم توسط آزمایشگاه رسانه MIT طراحی شد که در ابتدا کلوپ های کامپیوتری بعد از مدرسه را هدف قرار داد.

## امکانات
سیستم Etoys مبتنی بر ایده موجودات مجازی قابل برنامه ریزی است که روی صفحه کامپیوتر رفتار می کنند.
Etoys یک محیط نویسندگی غنی از رسانه را با یک مدل شی اسکریپت ساده و قدرتمند برای بسیاری از انواع اشیاء ایجاد شده توسط کاربران نهایی فراهم می کند. این شامل گرافیک های دو بعدی و سه بعدی ، تصاویر ، متن ، ذرات، ارائه ها، صفحات وب، ویدئوها ، صدا و MIDI ، امکان اشتراک گذاری دسکتاپ با سایر کاربران Etoy در زمان واقعی است، بنابراین بسیاری از اشکال آموزش و بازی غوطه ور را  از طریق اینترنت می توان انجام داد.
این چند زبانه است و با موفقیت در ایالات متحده ، اروپا ، آمریکای جنوبی ، ژاپن ، کره ، هند ، نپال ، اتیوپی و روسیه استفاده شده است.

## نسخه ها
تمام نسخه های Etoys بر اساس زبان های برنامه نویسی شی گرا هستند. Squeak Etoys روی بیش از 20 پلتفرم به صورت بیتی اجرا می شود. نسخه هایی وجود دارد که به سه زبان برنامه نویسی نوشته شده اند. اصلی ترین و پرکاربردترین آن بر اساس Squeak ، گویش اسمال تاک است. دومی نیز بر اساس Squeak است، اما از محیط برنامه نویسی اختیاری Tweak به جای محیط پیش فرض Morphic Squeak استفاده می کند. سومی مبتنی بر پایتون است و PataPata  نام دارد. PataPata توسط نویسنده آن رها شده است.
در سال 2006 و در سال 2007، نسخه Squeak Morphic برای توزیع در دستگاه آموزشی OLPC XO-1 ، که گاهی اوقات به عنوان لپ تاپ 100 دلاری شناخته می شود، اقتباس شد. موسسه تحقیقاتی دیدگاه‌ها در انجمن یک لپ‌تاپ برای هر کودک شرکت می‌کند و Etoys روی تمام لپ‌تاپ‌های XO-1 از پیش نصب شده است.
مجوز رایگان و منبع باز است.
از سال 2010، Etoys 4 با الزامات سیستم های منبع باز و رایگان، مانند توزیع های مختلف لینوکس مطابقت دارد.
در سال 1996، اپل Squeak را تحت "مجوز Squeak" خود منتشر کرد که به دلیل وجود بند غرامت، به عنوان نرم افزار کاملا رایگان واجد شرایط نبود. کد منبع در دسترس بود و تغییر مجاز بود.
در می 2006، اپل به لطف استیو جابز، دن اینگالز و آلن کی، مجوز هسته Squeak را تحت مجوز Apache 2.0 مجدداً دریافت کرد . دیدگاه‌ها پژوهش موافقت‌نامه‌های مجوز مجدد کتبی را از چند صد مشارکت‌کننده تحت مجوز MIT جمع‌آوری کرد، و همه کدهای موجود در Etoys که به صراحت توسط یک موافقت‌نامه مجوز مجدد پوشش داده نمی‌شد، حذف، بازنویسی یا به نسخه قبلی، عمدتاً توسط یوشیکی اوشیما، بازگردانده شد. Squeak Etoys اکنون کاملا رایگان و منبع باز است.